# Бабичев, Алексей Васильевич
Алексей Васильевич Ба́бичев (11 марта 1887, Москва — 1 мая 1963, там же) — русский художник, скульптор, график, живописец. Теоретик производственного искусства и конструктивизма, педагог.

## Биография
А. В. Бабичев родился в небогатой мещанской семье в Москве. Окончил гимназию. Будучи гимназистом подрабатывал частными уроками. В 1905—1906 гг. учился одновременно на математическом факультете МГУ и в частной художественной школе К. Юона и И. Дудина. Выбор был сделан в пользу искусств: из университета ушёл и в 1907 году поступил в Московское училище живописи, ваяния и зодчества где учителями у него были К. Коровин и С. Волнухин. Обучался пять лет и в 1912 году окончил училище. После окончания училища некоторое время преподаёт рисунок в гимназии. В 1913 г. совершает первую поездку за граицу (Вена, Берлин, Париж) во время которой, в Париже, недолгое время занимался в Академии у А. Бурделя. Испытывает влияние А. Майоля, А. Бурделя, О. Родена. На выставке «Мир искусства» в 1913 г. показывает статую «Молотобоец». Работа привлекла всеобщее внимание. В 1914 г. А. Бабичев совершает вторую поездку за границу (Греция, Италия). После этих поездок он создаёт в Москве свою скульптурную мастерскую в которой работал вплоть до революции. В 1918 г. избран профессором московских ГСХМ-первое (бывшее Строгановское училище). В 1920 г. на основе московских ГСХМ создан ВХУТЕМАС который позже переименован в московский ВХУТЕИН. Во ВХУТЕМАСе — ВХУТЕИНе напряжённая организаторская, теоретическая и педагогическая работа А. Бабичева органично сочеталась с творчеством Бабичева-художника. Бабичев участвовал в полемике конструктивистов и "производственников" с художниками-станковистами: "староваторами". В ИНХУКе (Институте художественной культуры в Москве) с 1921 г. Бабичев возглавлял группу "Объективного анализа". Его научная и педагогическая деятельность способствовала сложению основ будущего российского дизайна. Эти годы, с середины 10-х и до конца 20-х, были лучшими в жизни художника и педагога .

С начала 30-х годов в карьере и художника и педагога А. Бабичева всё существенно меняется: в художественных институтах его педагогический талант и опыт не востребованы, заслуги забыты; он уже не профессор, а одно время и не доцент, был ассистентом (хронологически эти перемены совпадают с известными общими переменами в культурной жизни страны в этот период). Номинально ни художественная, ни педагогическая деятельность не прекращались вплоть до 1963 г.: преподавал в Архитектурно-строительном институте, затем, недолго, в Полиграфическом (во время Великой Отечественной войны), и последние годы жизни — в Архитектурном. Выполнял заказы (в МОССХе) по созданию памятников общественным деятелям, учёным и т. п. Значительных художественных произведений в этот период у А. Бабичева не появилось.

Умер Алексей Васильевич 29 апреля 1963 г. Похоронен на 14-м участке Ваганьковского кладбища в Москве.

## Участие в выставках
1913, 1917 — «Мир искусства»

1925 — «Выставка рисунков современных русских скульпторов»

1926, 1927, 1928, 1929 — 8-я, 9-я, 10-я, 11-я выставки АХРР

1937 — «Выставка московских скульпторов»

1941 — выставка «Пейзаж нашей Родины»

1943 — выставка «Великая Отечественная война»

1965 — «Выставка произведений А. В. Бабичева» (посмертная)

1969 — выставка «Монументальное искусство СССР»

1971 — «Soviet Art and Desing Since 1917. Art in Revolution.» Hayward Gallery, London.

## Работы А. Бабичева вГТГ,ГРМи других музеях
Графика:
- Балерина. 1913. Графит, пастель. 31,5×21,5. ГТГ
- Конструкция. Тушь, графит. 49,8×25,0. ГРМ
- Два мальчика. Сангина, графит. 31,7×21,7. ГТГ
- Мельница. Акв. 37,3×44,0. ГТГ
- Река Хопер. 38,0×44,5 ГТГ
- Крымский пейзаж. Графит. 34,5×44,5. ГТГ

Скульптура:
- Портрет М. А. Врубеля. 1920. Гипс. ГРМ
- Проект памятника Г. Ибсену. Гипс. ГРМ
- Матрос. Бронза. 165×102×63 Музей Революции СССР[6]

Живопись:
- Крым. Хаос. Масло. 69,2×70,4. ГРМ
- Крым. Дорога. Масло. 70×75. ГТГ
- Судак. Генуэзская крепость. Масло. 69×79,5.ГТГ